# Retaguardia
Una retaguardia es una parte de una fuerza militar que la protege del ataque de los atacadores, ya sea durante un avance o una retirada. El término también puede usarse para describir fuerzas que protegen líneas, como líneas de comunicación, detrás de un ejército. Asimismo, de manera más general, puede referirse idiomáticamente a un intento de prevenir algo, aunque es probable que sea demasiado tarde para evitarlo; este significado idiomático puede aplicarse en un contexto militar o no militar, tal vez figurativo.

## Orígenes
El término retaguardia se originó de la costumbre medieval de dividir un ejército en tres batallas o guardias: van, principal o media y trasera. La guardia trasera usualmente seguía a las otras guardias durante la marcha y la batalla. Usualmente formaban la parte más atrás de la formación si se desplegaban en columnas o hacia mano izquierda si se desplegaban en línea.

## Uso durante el siglo veinte

### Durante elblitzkrieg
Durante el período de entre-guerras, los comandantes alemanes (en particular Heinz Guderian) desarrollaron la doctrina del blitzkrieg. En esta doctrina  militar, las tropas de retaguardia (principalmente infantería desmontada) eran asignadas a eliminar los remanentes del enemigo después de que las tropas Panzer y motorizadas rompieran a través de posiciones enemigas.

### Guerra Fría
Durante y después de la Segunda Guerra Mundial los soviéticos desarrollaron la doctrina de escalones, influenciados por el blitzkrieg.
A pesar de enviar todas las tropas al ataque, éstas se dividían en varias partes de acuerdo a la misión: por ejemplo, en un ataque lanzado por una división, uno de los regimientos puede destruir las defensas enemigas, la segunda podría usar la brecha abierta, y la tercera (la tropa de retaguardia) podría  eliminar los grupos enemigos de resistencia y resguardar las líneas de abastecimiento.
Por ejemplo, en un hipotético ataque a líneas de la OTAN durante la  Guerra Fría, el Ejército Rojo había creado los grupos operacionales de maniobra, unidades del tamaño de un cuerpo (en general 5 o 6 divisiones de tanques o mecanizadas ) tenían que explotar el éxito de una fuerza de choque creando caos detrás de las líneas occidentales, dejando tropas desorganizadas listas para ser eliminadas.
Para contrarrestar a los grupos operacionales de maniobra, la OTAN creó gran variedad de unidades de desplazamiento rápido (la mayor parte de las fuerzas de la OTAN).
Tropas de retaguardia también pueden ser tropas que protegen el retiro de un ejército, bloqueando el avance enemigo.